# Nicolai Brock-Madsen
Nicolai Brock-Madsen (* 9. Januar 1993 in Randers) ist ein dänischer ehemaliger Fußballspieler.

## Spielerkarriere
Brock-Madsen begann seine Karriere bei Helsted Fremad IF, von wo er 2008 in die Jugendabteilung des Randers FC wechselte. Am 1. Juli 2010 kam er dort zu seinem ersten Profieinsatz, als er beim Europa-League-Qualifikationsspiel gegen F91 Düdelingen eingewechselt wurde und auch gleich sein erstes Tor schoss. Sein erster Ligaeinsatz folgte am 12. August 2011 gegen Vejle Boldklub Kolding und sein erstes Ligator am 23. Oktober 2011 beim Spiel gegen Akademisk Boldklub. Nachdem der Randers FC in der Saison 2010/11 aus der Superliga abgestiegen war, schaffte man in der Saison 2011/12 den direkten Wiederaufstieg.
Im August 2015 wechselte Brock-Madsen zum englischen Zweitligisten Birmingham City, wo er sich in der Folge jedoch nicht durchsetzen konnte und zu lediglich sechs Einsätzen kam. Am 31. August 2016 – kurz vor Ende der Transferperiode – wurde Nicolai Brock-Madsen daher für die Saison 2016/17 an den niederländischen Erstligisten PEC Zwolle verliehen. Dort kam er regelmäßig zum Einsatz und stand zumeist auch in der Startformation, so konnte Brock-Madsen zum Ende der Saison 23 Einsätze und sieben Tore verbuchen. Von der vereinbarten Kaufoption wurde kein Gebrauch gemacht, sodass er nach einem Jahr nach Birmingham zurückkehrte. Dort kam Brock-Madsen erneut nicht zum Einsatz und wurde daher im Winter 2018 erneut verliehen, nun nach Polen in die Ekstraklasa zu Cracovia. Auch in Krakau lief es für den Dänen nicht rund und zum Ende der Saison konnte er elf Einsätze bei lediglich einem Tor verbuchen. Zurück in Birmingham, wurde Nicolai Brock-Madsen für ein halbes Jahr an den schottischen Erstliga-Aufsteiger FC St. Mirren verliehen. Bereits am 16. Oktober 2018 wurde der Leihvertrag wieder aufgelöst. Am 17. Dezember 2018 wurde auch der Vertrag bei Birmingham City, der zum 30. Juni 2019 ausgelaufen wäre, aufgelöst.
Am 21. Januar 2019 kehrte Nicolai Brock-Madsen nach Dänemark zurück und schloss sich dem AC Horsens an. Nach dem Abstieg des Vereins in die zweite Liga am Ende der Saison 2020/21 blieb er in der ersten Liga und kehrte im Sommer 2021 zu seinem Jugendverein Randers FC zurück.
2016 gehörte Brock-Madsen der dänischen Auswahlmannschaft für die Olympischen Sommerspiele in Rio de Janeiro an.